# Sicyopus jonklaasi
Sicyopus jonklaasi är en fiskart som först beskrevs av Axelrod 1972.  Sicyopus jonklaasi ingår i släktet Sicyopus och familjen smörbultsfiskar. IUCN kategoriserar arten globalt som otillräckligt studerad. Inga underarter finns listade i Catalogue of Life.